# Juan Vallet de Goytisolo
Juan Berchmans Vallet de Goytisolo (Barcelona, 21 de febrero de 1917 - Madrid, 25 de junio de 2011) fue un jurista, notario y filósofo del derecho español. Fue una destacada personalidad de la cultura de la segunda mitad del siglo XX, siendo académico de la Real Academia de Jurisprudencia y Legislación, de la Real Academia de Ciencias Morales y Políticas, de la Academia de Jurisprudencia i Legislació de Catalunya y de la Real Academia Sevillana de Jurisprudencia. Pensador tradicionalista, fundó, junto con Eugenio Vegas Latapié, la revista Verbo. 

## Biografía

### Primeros años y formación
Nació en Barcelona en 1917. Cursó sus primeros estudios en el Colegio Bosanova de los Hermanos de las Escuelas Cristianas, aprobando en 1933 el examen para acceder a la Universidad de Barcelona, donde cursó estudios de derecho y donde obtuvo la licenciatura en Derecho en 1939. En 1965 obtuvo el doctorado en Derecho en la Universidad de Madrid.

### Vida
En 1942 obtuvo, por oposición, plaza de notario, oficio que ejercerá en Madrid desde 1949 hasta 1987. En 1962 fundó la revista Verbo con Eugenio Vegas Latapié. Un año después, en 1963, fue nombrado académico de la Real Academia de Jurisprudencia y Legislación. En 1965 obtuvo el doctorado en Derecho en la Universidad de Madrid. En 1986 fue nombrado académico de la Real Academia de Ciencias Morales y Políticas. De 1977 a 1992 fue secretario general de la Real Academia de Jurisprudencia y Legislación y presidente de la Unión Internacional del Notariado Latino desde 1978 hasta 1980. Entre 1994 y 1999 fue presidente de la Real Academia de Jurisprudencia y Legislación y consejero nato de Estado.
Fue, además, vicepresidente del Instituto de España, académico de la Academia de Jurisprudencia i Legislació de Catalunya y de la de la Real Academia Sevillana de Jurisprudencia.

## Distinciones

#### Academias
- Académico de la Real Academia de Jurisprudencia y Legislación (desde 1963).
- Académico de la Real Academia de Ciencias Morales y Políticas (desde 1986).
- Académico de la Academia de Jurisprudencia i Legislació de Catalunya.
- Académico de la Real Academia Sevillana de Jurisprudencia (1998).

## Reconocimientos

#### Doctoradoshonoris causa
- Doctorado honoris causa por la Universidad Notarial Argentina (1978).
- Doctorado honoris causa por la Universidad Autónoma de Barcelona (1984).[4]
- Doctorado honoris causa por la Universidad Nacional de Educación a Distancia (UNED) (2009)[5]

#### Premios
- Premio Montesquieu (1986) otorgado por la Academia Montesquieu de Burdeos.
- Premio "Una vida dedicada al Derecho" (1996) otorgado por la Universidad Complutense de Madrid.

## Obras

### Libros:
- Panorama del derecho civil (Barcelona, 1963, 1ª ed.; Barcelona, 1973, 2ª ed.).
- Sociedad de masas y Derecho (Madrid, 1969).
- Estudios sobre Derecho de cosas (Madrid, 1973, 1ª ed.; Madrid, 1985-1986, 2ª ed., 2 vols.).
- Estudios sobre garantías reales (Madrid, 1973, 1ª ed.; Madrid, 1984, 2ª ed.).
- Estudios sobre donaciones (Madrid, 1978).
- Estudios varios sobre obligaciones, contratos, empresa y sociedades (Madrid, 1980).
- Estudios de Derecho sucesorio, 6 vols. (Madrid, 1980-1983).
- Panorama del Derecho de sucesiones, 2 vols. (Madrid, 1982-1984).
- Montesquieu. Leyes, gobiernos y poderes (Madrid, Editorial Civitas, 1986).
- Metodología jurídica (Madrid, 1988).
- Metodología de las leyes (Madrid, 1991).
- Metodología de la ciencia expositiva y explicativa del Derecho, 2 vols. (Madrid, 2000-2003).
- ¿Fuentes formales del derecho o elementos mediadores entre la naturaleza de las cosas y los hechos jurídicos? (Madrid, Marcial Pons, 2004).
- Manuales de Metodología jurídica, 4 vols. (Madrid, 2004).
- Reflexions sobre Catalunya. Relligament, interacció i dialèctica en la seva hivtòria i el seu dret (Madrid, Marcial Pons, 2007).